# Los poderes de Lolo
Los poderes de Lolo es un documental que repasa la vida de Lolo Rico, destacando diversas etapas de su trayectoria. El filme aborda su juventud vinculada al Opus Dei, sus primeros pasos en el ámbito creativo como autora de libros infantiles, una actividad que en su época era considerada adecuada para una madre de familia, y su etapa posterior al éxito del programa La bola de cristal.
El documental, seleccionado en la 72ª edición del Festival de San Sebastián, muestra su perfil más personal. El filme cuenta con la participación de sus hijos, como el filósofo Santiago Alba Rico, la escritora, guionista y fotógrafa Isabel Alba Rico (quienes fueron guionistas en La bola de cristal), y el escultor y escenógrafo Nicolás Alba Rico.

## Argumento
Los poderes de Lolo es un documental biográfico dirigido por Miguel Alba Rico, Bernaola y Nino Fontán, que explora la vida personal y profesional de Lolo Rico como productora, escritora y directora . 
La película fue creada con motivo del 40º aniversario del emblemático programa La bola de cristal, destacando todo el legado de Lolo Rico .
El documental ofrece un retrato íntimo de Lolo Rico a través de entrevistas con sus hijos, amigos y colaboradores, se revelan los aspectos más personales y profesionales de su trayectoria.
Entre las personalidades entrevistadas se encuentran figuras destacadas del mundo del entretenimiento, como Javier Gurruchaga, Pablo Carbonell, Kiko Veneno, Loquillo y Anabel Alonso, quienes comparten recuerdos y anécdotas sobre su trabajo con Lolo Rico. El documental también pone en valor su papel como descubridora de talentos, especialmente a través de su trabajo en La bola de cristal, donde impulsó la carrera de artistas que marcaron una época en la cultura popular española.
Con una duración de 82 minutos, el documental ofrece una mirada profunda a la trayectoria de Lolo.

## Estreno
La primera proyección pública de Los poderes de Lolo tuvo lugar en agosto de 2024 en la 72ª edición del Festival de Cine de San Sebastián.